# Justinas Karosas
Justinas Karosas (ur. 7 września 1937 w Sangrodzie na Suwalszczyźnie, zm. 6 czerwca 2012 w Wilnie) – litewski polityk i nauczyciel akademicki, profesor, samorządowiec, od 1992 do 2012 poseł na Sejm Republiki Litewskiej.

## Życiorys
Urodził się w rodzinie chłopskiej w Sangrodzie koło Mariampola. Po ukończeniu szkoły średniej w rodzinnej wsi podjął studia na Uniwersytecie Wileńskim (ze specjalnością filologia litewska), które ukończył w 1963. Do 1967 pracował jako asystent w katedrze filozofii macierzystego uniwersytetu, później kształcił się na wydziale filozofii tej uczelni, gdzie w 1969 obronił pracę kandydacką.
W 1971 rozpoczął staż na Uniwersytecie Wiedeńskim, a w 1981 na Uniwersytecie Humboldtów w Berlinie. Później pracował naukowo również w Moguncji, Mannheim i Gießen. Po powrocie do kraju w 1989 wybrano go dziekanem wydziału filozofii Uniwersytetu Wileńskiego, funkcję tę pełnił do 1992. Dwa lata później obronił pracę habilitacyjną. W 2000 uzyskał profesurę.
W okresie przemian politycznych zaangażował się w działalność polityczną. W 1992 wybrano go na posła na Sejm z listy postkomunistycznej Litewskiej Demokratycznej Partii Pracy. Mandat utrzymał w kolejnych wyborach z 1996. Pracował w komisjach spraw zagranicznych, oświaty oraz kultury i nauki. Był przewodniczącym komisji ds. europejskich oraz prezesem frakcji socjalistycznej w parlamencie.
W 2000 wszedł w skład rady miejskiej w Druskienikach. W tym samym roku został ponownie wybrany do Sejmu z okręgu Łoździeje-Druskieniki jako przedstawiciel koalicji socjaldemokratycznej Algirdasa Brazauskasa. Cztery lata później odnowił mandat jako kandydat Litewskiej Partii Socjaldemokratycznej. Był w tej kadencji przewodniczącym sejmowej komisji spraw zagranicznych.
W wyborach parlamentarnych w 2008 po raz piąty z rzędu został deputowanym, pokonując w II turze w swoim okręgu Algirdasa Šakalysa, reprezentanta Związku Ojczyzny. Zmarł przed końcem kadencji.